# Inga grazielae
Inga grazielae é uma espécie vegetal da família Fabaceae.
Árvore pequena de floresta tropical úmida.
Segundo International Union for Conservation of Nature and Natural Resources, a Inga grazielae é encontrado abaixo de 100 metros de altitude e associada a vegetação secundária, no Estado da Bahia, no Brasil. Segundo o IAC (Instituto Agronômico de Campinas) que realizou duas coletas na cidade de Ubatuba, em 04 /12/2006  e em 01 /10/2007, em Floresta Ombrófila Densa Montana à 205 metros de altitude, com uma altura de 7 metros e PAP de 20 cm e à 180 metros de altitude, com altura de 7,5 metros, e DAP 15,2 cm, respectivamente.